# Esch (Familienname)
Esch ist ein deutscher Familienname.

## Namensträger
- Adolf von der Esch (1861–1937), deutscher Generalleutnant
- Albert Esch (1883–1954), österreichischer Gartenplaner
- Andrea von Hülsen-Esch (* 1961), deutsche Kunsthistorikerin und Hochschullehrerin
- Arno Esch (Amerikanist) (1911–1995), deutscher Amerikanist und Hochschullehrer
- Arno Esch (Politiker) (1928–1951), deutscher Politiker (LDP)
- Arnold Esch (Architekt) (1885–1935), deutscher Architekt
- Arnold Esch (Historiker) (* 1936), deutscher Historiker
- Christian Esch (Kulturmanager) (* 1961) deutscher Kulturmanager und Musikwissenschaftler
- Christian Esch (Journalist) (* 1969), deutscher Journalist
- Christian Esch (Badminton) (* 1970), Luxemburger Badmintonspieler
- Björn von der Esch (1930–2010), schwedischer Politiker
- Eduard Pierer von Esch (1848–1902), österreichischer Feldmarschall-Leutnant
- En Esch (* 1968), deutscher Sänger im Industrial-Rock- und Crossover-Umfeld
- Eric Esch (* 1966), US-amerikanischer Boxer
- Franz-Rudolf Esch (* 1960), deutscher Ökonom
- Hans von der Esch (1862–1934), deutscher Generalleutnant
- Hans-Georg Esch (* 1964), deutscher Fotograf
- Hansjoachim von der Esch (1899–1976), deutscher Diplomat
- Harald E. Esch (1931–2017), deutschamerikanischer Biologe
- Hermann Esch (1879–1956), deutscher Architekt
- Horst-Dieter Esch (* 1943), deutscher Unternehmer
- Jean-Baptiste Esch (1902–1942), luxemburgischer römisch-katholischer Geistlicher und Märtyrer
- John J. Esch (1861–1941), US-amerikanischer Politiker
- Josef Esch (Architekt) (1784–1854), deutscher Architekt und Baubeamter
- Josef Esch (Bauunternehmer) (* 1956), deutscher Bauunternehmer
- Karl von der Esch (1827–1880), deutscher Generalmajor
- Karl-Heinz Esch (1939–2018), deutscher Fußballspieler
- Leighton Vander Esch (* 1996), US-amerikanischer American-Football-Spieler
- Ludwig Esch (1883–1956), deutscher Jesuit und Jugendführer
- Marvin L. Esch (1927–2010), US-amerikanischer Politiker
- Mathilde Esch (1815–1904), österreichische Malerin
- Max von der Esch (1853–1935), deutscher Generalleutnant
- Michael Esch (1869–1938), deutscher Jesuit und Astronom
- Nicolaus van Esch (1507–1578), niederländischer Theologe
- Paul Esch (1866–1949), deutscher Maschinenbauunternehmer
- Rudolf Esch (1922–1962), deutscher Architekt
- Rüdiger Esch (* 1966), deutscher Musiker und Autor
- Sophie Esch (* 1990), deutsche Moderatorin und Journalistin
- Tanja Esch (* 1988), deutsche Comic-Künstlerin und Illustratorin
- Thomas Esch (* 1988), deutsch-niederländischer Schlagzeuger und Perkussionist
- Tobias Esch (* 1970), deutscher Neurobiologe und Hochschullehrer